# كنيسة القديسة مريم للألمان
كنيسة القديسة مريم للألمان أو سانتا ماريا ألمانيا العبرية: כנסיית מרים של הגרמנים؛ اللاتينية: Santa Maria Alemannorum) كانت كنيسة كاثوليكية، مبنية على الطراز الروماني، وهي الآن في حالة خراب، وتقع في البلدة القديمة في القدس على المنحدر الشمالي الشرقي لجبل صهيون.
كان ذلك في عام 1126، بعد الحملة الصليبية الأولى، عندما قام حاج ألماني وزوجته، اللذان لا يُعرف اسمهما، بتأسيس دار رعاية للحجاج من الإمبراطورية الرومانية المقدسة. انضم إلى مستشفى القديس يوحنا القدس. وضع سلستين الثاني القواعد في عام 1143، ووضع المستشفى تحت حمايته، ولكن مع حق المراجعة المسبقة من قبل رهبنة القديس يوحنا. دمر المبنى جزئيًا بسبب هجمات عام 1187، وأعيد بناؤه في عام 1229. قام فريدريك الثاني بتخصيصها لفرسان تيوتون في أبريل 1229، ولكنها ذهبت بعد ذلك إلى رتبة القديس يوحنا بأمر من البابا غريغوري التاسع. نتيجة للاستيلاء على القدس في عام 1244، أصبح المأوى والكنيسة في حالة خراب.
اكتشفت الآثار في عام 1872 من قبل تي. دريك. وهي الآن مفتوحة جزئيًا كجزء من حديقة أثرية عامة.

## المراجع

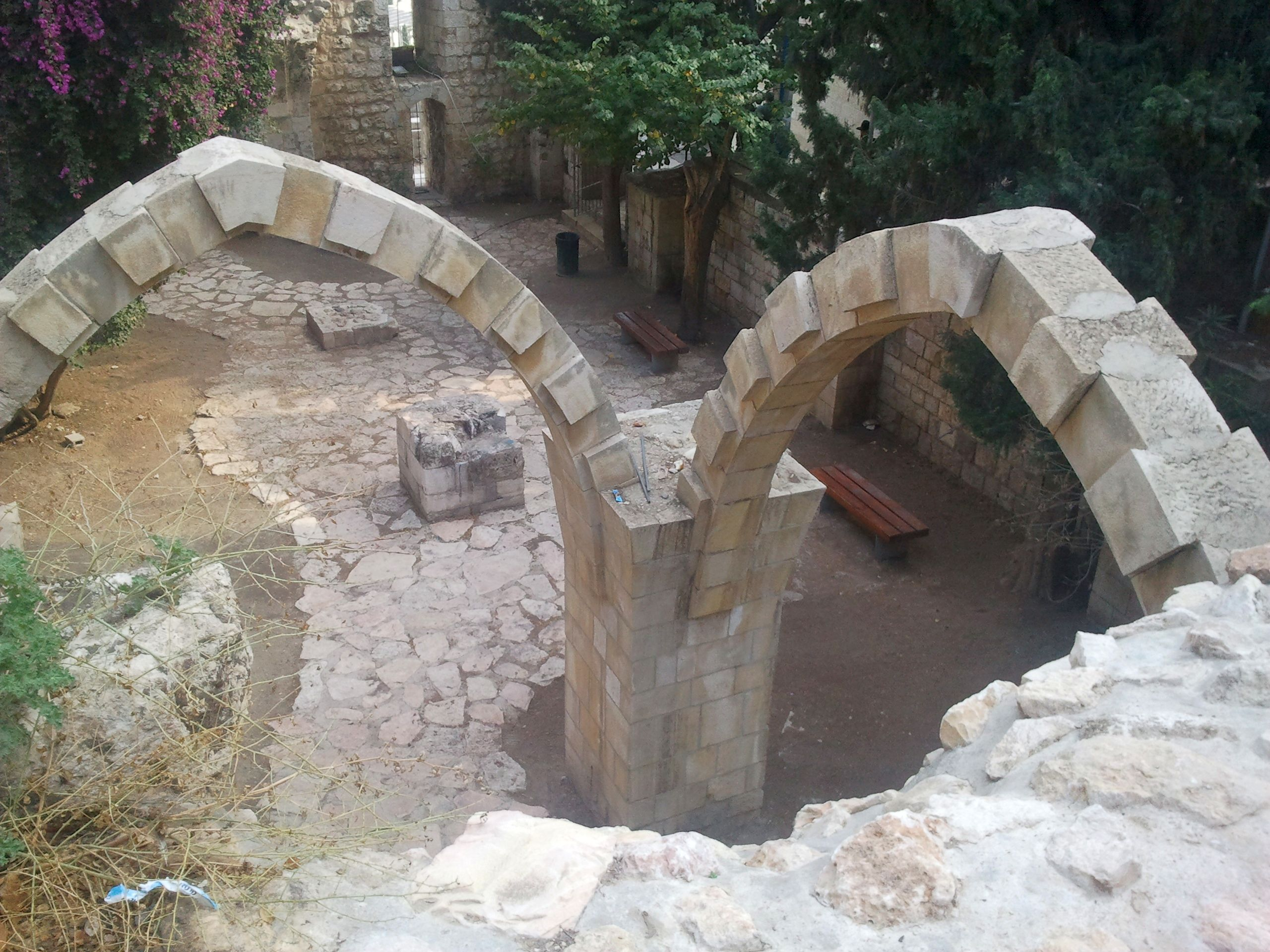
دار الرعاية